# Elitloppet 2014
Elitloppet 2014 var den 63:e upplagan av Elitloppet, som gick av stapeln söndagen den 25 maj 2014 på Solvalla i Stockholm. Finalen vanns av den franske hästen Timoko, körd av Björn Goop och tränad av Richard Westerink. Segern togs på tiden 1.09,5 över 1609 meter från ledningen, vilket var den dittills snabbaste segertiden någonsin i en Elitloppsfinal. Rekordet slogs senare av Nuncio i 2016 års upplaga och återigen av Timoko 2017.

## Upplägg och genomförande
Elitloppet är ett inbjudningslopp och varje år bjuds 16 hästar som utmärkt sig in till Elitloppet. Hästarna lottas in i två kvalheat, och de fyra bästa i varje försök går vidare till finalen som sker 2–3 timmar senare samma dag. Desto bättre placering i kvalheatet, desto tidigare får hästens tränare välja startspår inför finalen. Samtliga tre lopp travas sedan 1965 över sprinterdistansen 1 609 meter (engelska milen) med autostart (bilstart). Förstapris i finalen är  3 miljoner kronor, och 250 000 kronor i respektive kvalheat.

## Kvalheat 1
| P | S | Häst          | Kusk             | Tränare            | Land      | Odds  | Tid    |
| - | - | ------------- | ---------------- | ------------------ | --------- | ----- | ------ |
| 1 | 3 | Timoko        | Björn Goop       | Richard Westerink  | Frankrike | 2,44  | 1.09,9 |
| 2 | 4 | Digital Ink   | Örjan Kihlström  | Stefan Melander    | Sverige   | 7,30  | 1.10,0 |
| 3 | 6 | Maven         | Yannick Gingras  | Jonas M. Czernyson | USA       | 5,70  | 1.10,0 |
| 4 | 5 | Reven d'Amour | Erik Adielsson   | Fredrik B. Larsson | Sverige   | 23,40 | 1.10,1 |
| 0 | 7 | Truculent     | Johnny Takter    | Lars I. Nilsson    | Sverige   | 9,30  | 1.10,1 |
| 0 | 2 | Prussia       | Pietro Gubellini | Pietro Gubellini   | Italien   | 15,00 | 1.10,3 |
| 0 | 1 | Shaq Is Back  | Daniel Redén     | Daniel Redén       | Sverige   | 4,00  | 1.10,3 |
| d | 8 | Nahar         | Robert Bergh     | Robert Bergh       | Sverige   | 13,90 | distag |

## Kvalheat 2
| P | S | Häst            | Kusk            | Tränare             | Land      | Odds  | Tid    |
| - | - | --------------- | --------------- | ------------------- | --------- | ----- | ------ |
| 1 | 2 | Panne de Moteur | Örjan Kihlström | Stefan Hultman      | Sverige   | 2,72  | 1.08,9 |
| 2 | 4 | Raja Mirchi     | Lutfi Kolgjini  | Lutfi Kolgjini      | Sverige   | 3,40  | 1.08,9 |
| 3 | 1 | Delicious U.S.  | Daniel Redén    | Daniel Redén        | Sverige   | 7,10  | 1.09,0 |
| 4 | 8 | Pascia' Lest    | Enrico Bellei   | Thierry Duvaldestin | Italien   | 16,70 | 1.10,1 |
| 0 | 7 | Juliano Rags    | Noralf Braekken | Noralf Braekken     | Norge     | 37,40 | 1.09,3 |
| 0 | 5 | Sanity          | Erik Adielsson  | Malin Löfgren       | Sverige   | 12,20 | 1.09,5 |
| 0 | 3 | Uncle Peter     | David Miller    | Jimmy Takter        | USA       | 28,50 | 1.10,1 |
| d | 6 | Caballion       | Björn Goop      | Franck Leblanc      | Frankrike | 8,30  | 5ag    |

## Finalheat
| P | S | Häst            | Kusk            | Tränare             | Land      | Odds  | Tid    |
| - | - | --------------- | --------------- | ------------------- | --------- | ----- | ------ |
| 1 | 2 | Timoko          | Björn Goop      | Richard Westerink   | Frankrike | 2,94  | 1.09,5 |
| 2 | 1 | Panne de Moteur | Örjan Kihlström | Stefan Hultman      | Sverige   | 3,80  | 1.09,7 |
| 3 | 5 | Delicious U.S.  | Daniel Redén    | Daniel Redén        | Sverige   | 21,80 | 1.10,0 |
| 4 | 7 | Pascia' Lest    | Enrico Bellei   | Thierry Duvaldestin | Italien   | 26,90 | 1.10,2 |
| 5 | 8 | Reven d'Amour   | Erik Adielsson  | Fredrik B. Larsson  | Sverige   | 41,20 | 1.10,6 |
| 0 | 6 | Maven           | Yannick Gingras | Jonas M. Czernyson  | USA       | 7,10  | 1.10,8 |
| d | 3 | Digital Ink     | Johnny Takter   | Stefan Melander     | Sverige   | 4,50  | 7ag    |
| d | 4 | Raja Mirchi     | Lutfi Kolgjini  | Lutfi Kolgjini      | Sverige   | 5,30  | 8ag    |